# Great Burstead
Great Burstead is een plaats in het Engelse graafschap Essex. Zij maakt deel uit van het district Basildon.
De aan Maria Magdalena gewijde dorpskerk, waarvan het schip uit de tijd van de Normandiërs stamt, staat op de Britse monumentenlijst.